# Hemiasomatognosia
Hemiasomatognosia es un término médico que se emplea para describir la situación de un paciente que presenta un desconocimiento o desatención de una parte de su cuerpo, generalmente la mitad derecha o izquierda del mismo. Es una variación del término asomatoagnosia. Suela está causada por una lesión masiva en uno de los hemisferios cerebrales. La hemiasomatognosia se manifiesta de diferentes formas, el paciente desatiende una mitad de su cuerpo, la descuida en funciones como el aseo, y tiene sensación de extrañeza, considerando que esa parte no le pertenece, no forma parte de su organismo o le ha sido amputada.
 La hemiasomatognosia se considera un tipo de agnosia.

## Etimología
La palabra procede de los términos griegos hemi (mitad), a (no), somato (cuerpo) y gnosis (conocimiento), significa literalmente no conocimiento de la mitad del cuerpo.